# Camptotypus fenestratus
Camptotypus fenestratus är en stekelart som först beskrevs av Smith 1873.  Camptotypus fenestratus ingår i släktet Camptotypus och familjen brokparasitsteklar. Inga underarter finns listade.